# Nazca (civilisation)
Pour les articles homonymes, voir Nazca.

Carte du Pérou avec position de la civilisation Nazca en mauve

La  civilisation Nazca (ou Nasca) est une culture pré-colombienne du sud du Pérou qui se développa entre 300 ou 200 av.J-C et 600 ou 800 ap.J-C. Elle est surtout connue pour ses géoglyphes, d’immenses lignes et figures tracées dans le désert proche de la ville actuelle de Nazca, ses aqueducs et par ses céramiques polychromes à motifs zoomorphes.
Nazca est dérivé du nom contemporain de la région où existait cette civilisation, une région semi-désertique située entre la Cordillère des Andes et l'océan Pacifique. Le nom que ce peuple se donnait est perdu.

## Histoire
La culture Nazca s’est développée à partir de la culture Paracas qui date de l’époque antérieure appelée période Chavín ou Horizon ancien. La zone d’influence nazca s’étendait de la côte du Pacifique jusqu’à Ayacucho à l’Est dans les Andes, et de Pisco à Arequipa du Nord au Sud. La civilisation de Nazca s'est développée parallèlement à la civilisation Mochica, qui occupait elle le nord de l'actuel Pérou.
Depuis les travaux de Dieter Eisleb, on divise habituellement l'histoire de la culture de Nazca en quatre périodes :
- Proto-Nazca (de 200 à 100 av. J.-C.), qui succède à la période Paracas Necropolis,
- Nazca initial (de 100 av. J.-C. à 200 apr. J.-C.),
- Nazca moyen (de 200 à 300),
- Nazca tardif (de 300 à 600).

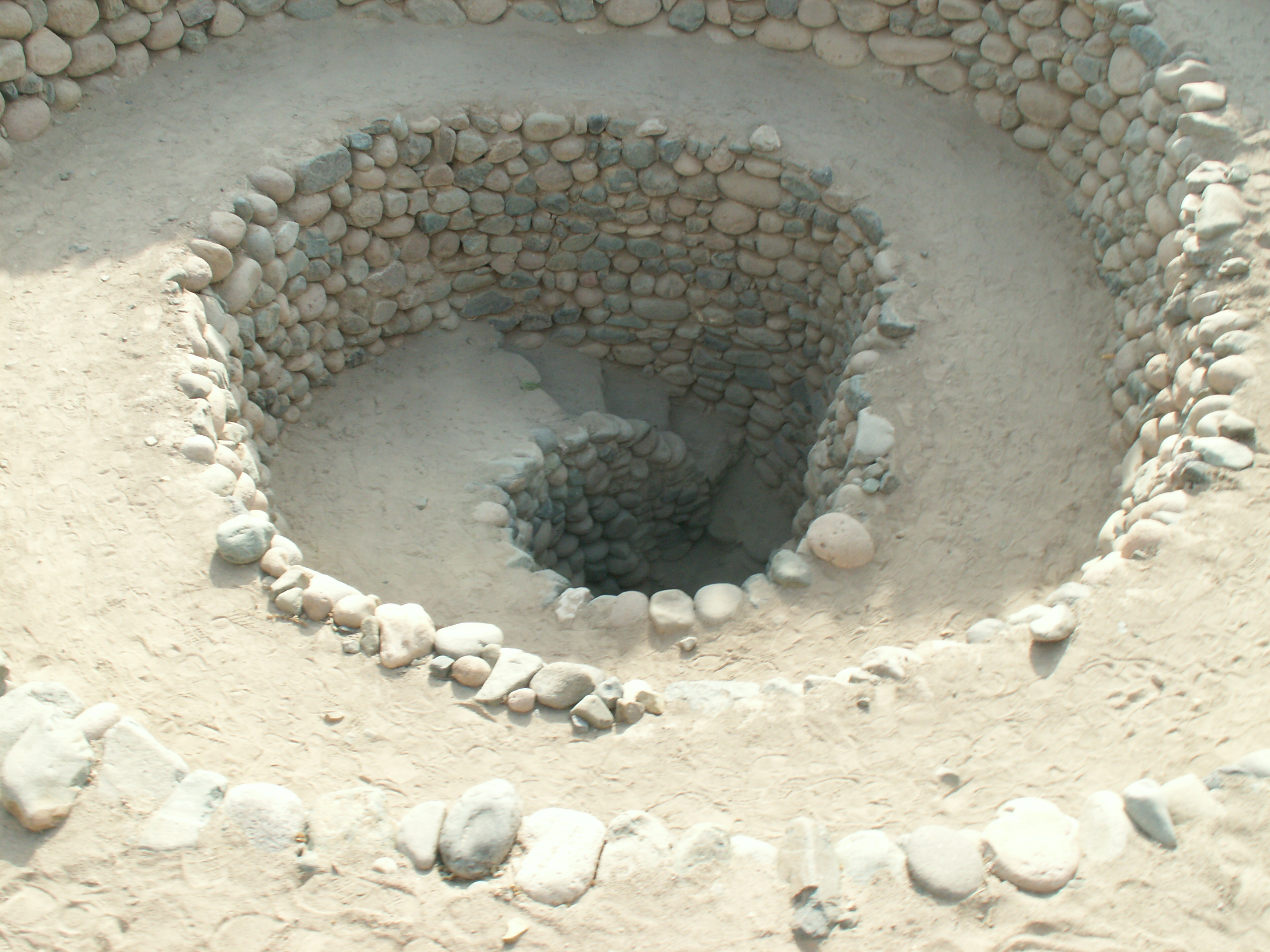
Puits de l'époque nazca (Pukios) toujours utilisé aujourd'hui.

Les Nazcas vivaient de l’agriculture intensive qu’ils pratiquaient dans les étroites vallées des affluents du Rio Grande de Nazca ainsi que dans la vallée d’Ica. Ils avaient fortement développé l’irrigation pour pallier le manque d’eau, chronique dans cette région aride, en construisant des puits profonds de plusieurs mètres reliés par un réseau d’aqueducs souterrains, appelés Pukios. Ces aqueducs sont encore utilisés de nos jours.
Ils vivaient dans des huttes recouvertes de chaume situées à l'extérieur de la zone cultivable, c'est-à-dire à la limite du désert, de manière à maximiser la surface cultivable. Ces huttes étaient regroupées en bourgades autour d'une pyramide en adobe servant de sanctuaire.

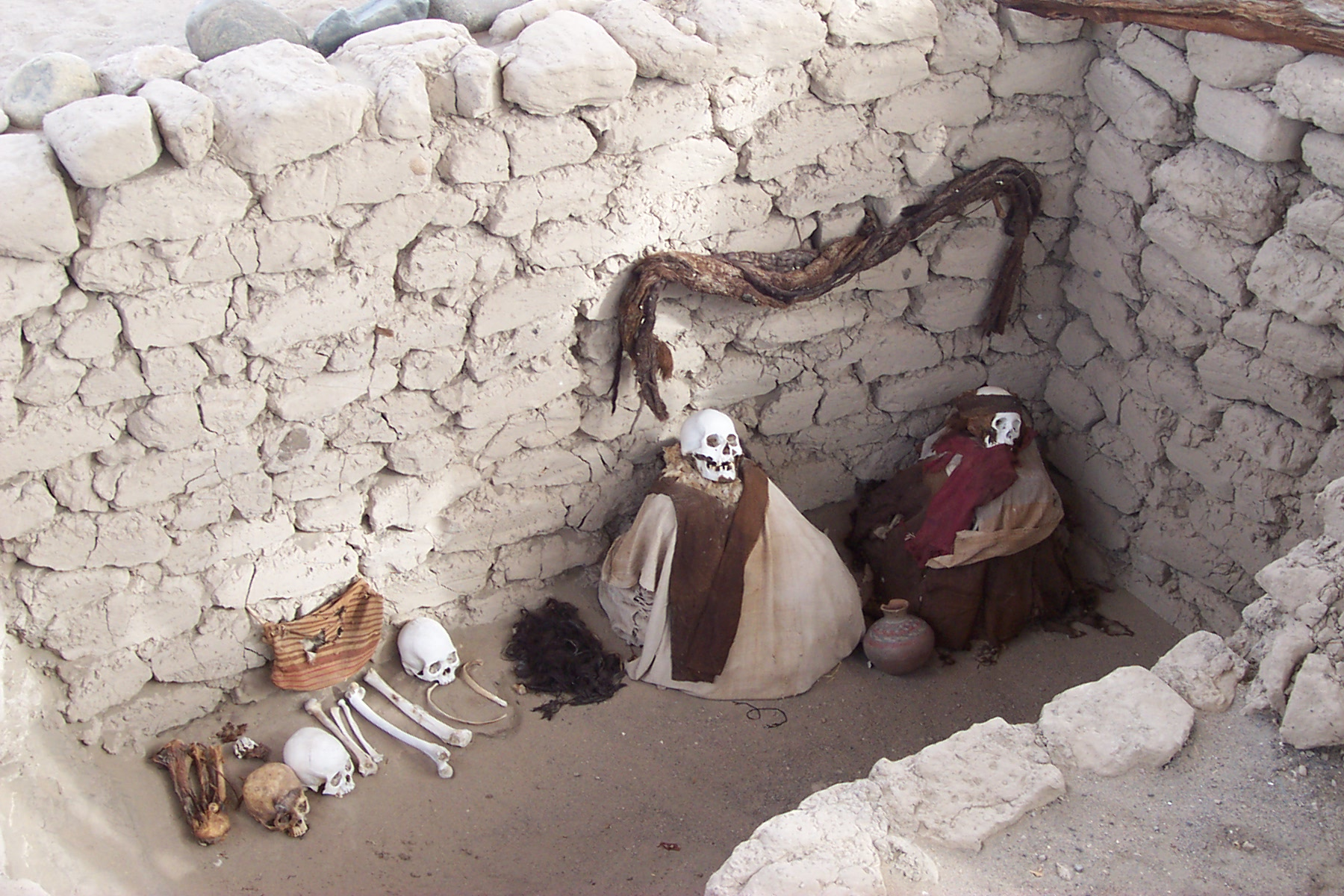
Tombe nazca avec des momies.

Le site central était Cahuachi (durant les cinq premiers siècles de l'ère chrétienne), à 6 km de la ville actuelle de Nazca. C’était un centre exclusivement cérémoniel (les fouilles n'ont révélé aucune trace d'activité de vie quotidienne) qui comprenait plus de quarante buttes pyramidales surmontées de structures en adobe. La plus grande de ces pyramides comportait six terrasses superposées dépassant 20 m de hauteur. Lors de cérémonies religieuses, des têtes humaines (d’ennemis) étaient coupées et préparées comme trophées puis enfouies. On a également trouvé des têtes humaines au front percé, permettant ainsi de les suspendre à l'aide d'une corde pourvue d'un nœud, passée dans l'orifice.
Les Nazcas pratiquaient aussi la déformation crânienne. On faisait porter un déformateur en cuir aux nouveau-nés, pendant un an, ce qui contraignait la croissance du crâne vers le haut. Le but était vraisemblablement esthétique.
Après environ six siècles d'existence, la civilisation Nazca décline brutalement vers 350. L'explication semble être une perte de foi due à la conjonction entre une inondation et un séisme. Cette inondation aurait été plus catastrophique que les autres (elles étaient fréquentes) à cause de l'agriculture intensive. Ces événements auraient provoqué une perte de confiance des Nazcas en leurs dieux et donc, en leurs prêtres.
On trouve encore trace de la civilisation nazca pendant quelques siècles après ces événements, avant qu'ils ne soient assimilés par la culture Huari.

## Géoglyphes

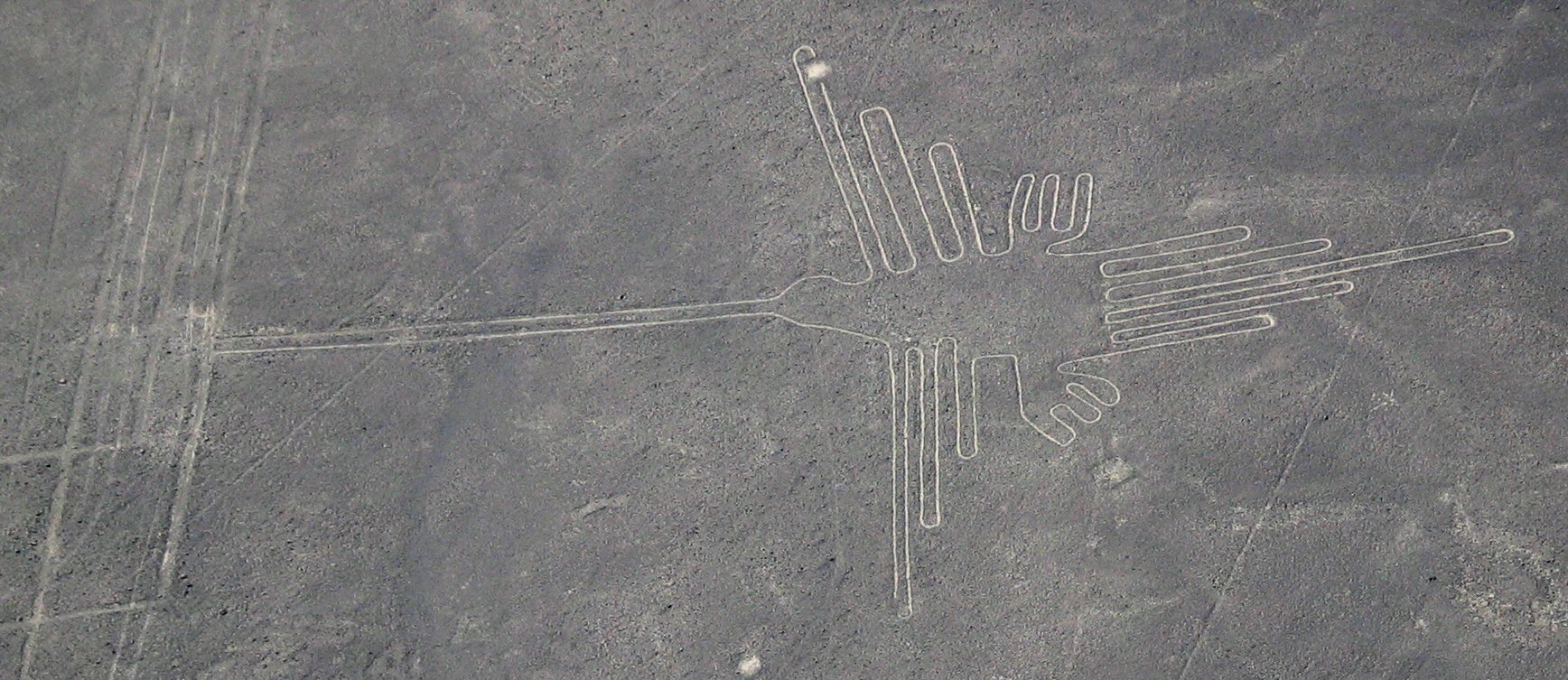
Géoglyphe nazca connu sous le nom de « Colibri ».

Les Nazcas ont tracé, dans le sol aride, d’immenses figures géométriques (lignes droites, trapèzes, spirales) ou des animaux stylisés du panthéon nazca. D'après l'archéologue Giuseppe Orefici, ces géoglyphes sont dessinés en dégageant le sol clair des roches sombres. Le climat sec de la région, la nature du terrain et l'absence de végétation font que ces dessins sont toujours visibles aujourd'hui. Dispersés sur environ 3 900 km2 de désert, ils ont été tracés sur un millénaire entre -200 et 600.
Lignes et géoglyphes sont inscrits, sous la désignation « Lignes et géoglyphes au Nasca et Palpa », sur la liste du patrimoine mondial de l’Unesco depuis 1994.

## Céramiques

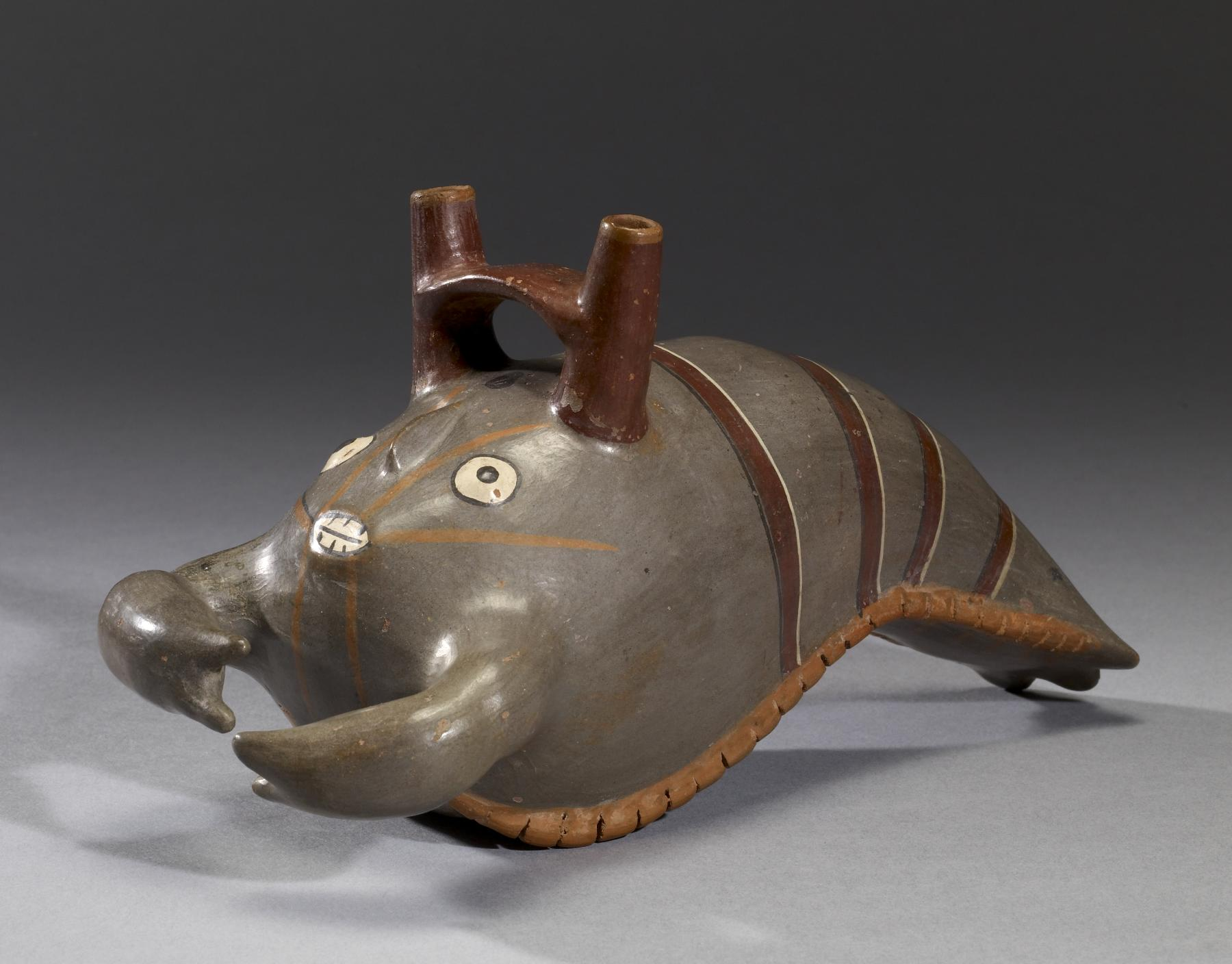
Céramique en forme de langouste, phases III-IV (300-600), au Walters Art Museum.

Les céramiques sont parmi les aspects les plus originaux et les mieux connus de la civilisation Nazca, à cause de leur sophistication technique et du symbolisme de ces motifs. Il s’agit surtout de bols, de gobelets, de vases et de récipients à double goulot. Peu colorées durant la période Nazca initiale, elles sont d'une grande richesse polychrome par la suite, durant les périodes Nazca moyen et Nazca tardif. Les couleurs les plus employées sont des teintes chaudes comme le rouge, le marron, le jaune, le violet, ainsi que le noir et le blanc.
On peut répartir ces céramiques en 9 phases. La première phase commence vers 200 av. J.-C., à la fin de la période dite Horizon ancien. Les poteries sont inspirées des thèmes mythiques des Paracas, mais avec des sujets naturalistes : fruits, végétaux, personnes, animaux. Le réalisme s’accroît encore avec les phases II, III et IV. Les dessins sont appliqués sur un fond rouge foncé ou blanc. Dans la phase suivante Nazca V, on trouve des thèmes religieux ou mythologiques, avec aussi  des démons et des têtes sans corps. Nazca VI et VII  sont caractérisés par l’apparition de thèmes militaires et de portraits de personnages importants. On remarque aussi l’influence des Mochicas et de Tiahuanaco. Nazca VIII voit l'introduction de figures complètement disjointes et d’une iconographie plus abstraite qui n’est pas encore bien déchiffrée. La dernière phase Nazca IX est moins riche et s’achève vers l’an 600, bien que les dernières poteries trouvées datent de 755.
Ces phases ont été définies par analyse chrono-stylistique avant l’apparition de la datation au carbone 14 et on a constaté depuis de nombreux chevauchements entre les phases.
Les céramiques trouvées à Cahuachi avaient une fonction exclusivement cérémonielle. Elles suivaient des règles édictées par les prêtres. Par exemple, la régularité des motifs était systématiquement brisée par un élément irrégulier.
Il faut attendre la chute de Cahuachi pour voir apparaître des visages et des silhouettes humaines dans les décors des poteries Nazcas.

## Textiles
Les Nazcas sont aussi connus pour leurs magnifiques textiles tissés et brodés. Les thèmes présents sur les céramiques étaient d’abord apparus sur les textiles. La laine tissée était tirée des lamas et des alpagas venant sans doute de la région d’Ayacucho. Les Nazcas utilisaient aussi du coton. On trouve aussi des éléments non textiles, comme des plumes ou des aiguilles de cactus. Le tissu était teint en utilisant diverses teintures d'origine végétale ou animale, comme des chenilles pilées. De l'urine était utilisée pour fixer les pigments.
Beaucoup de ces textiles ont été préservés par le climat aride la région. Il est possible que d’autres civilisations anciennes de la région aient développé un art textile tout aussi riche, mais qui ne soit pas parvenu jusqu’à nous.
En particulier, les Nazcas fabriquaient des ornements tridimensionnels et polychromes pour leurs textiles, comme des franges anthropomorphiques pour des tapisseries ou des manteaux, par exemple.

Textiles Nazca
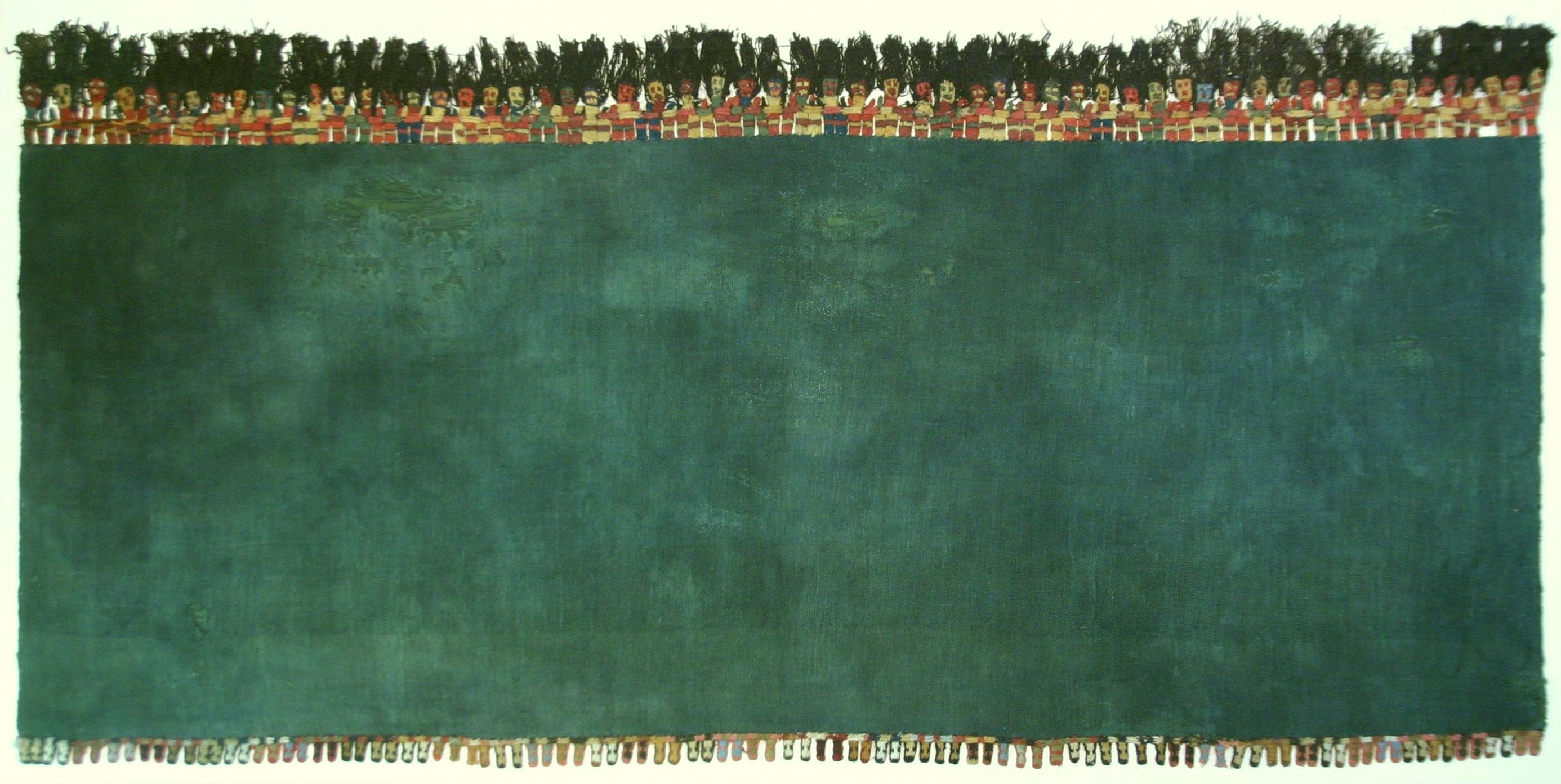
Manto à bordure de danseurs, proto-Nazca, Lombards Museum.
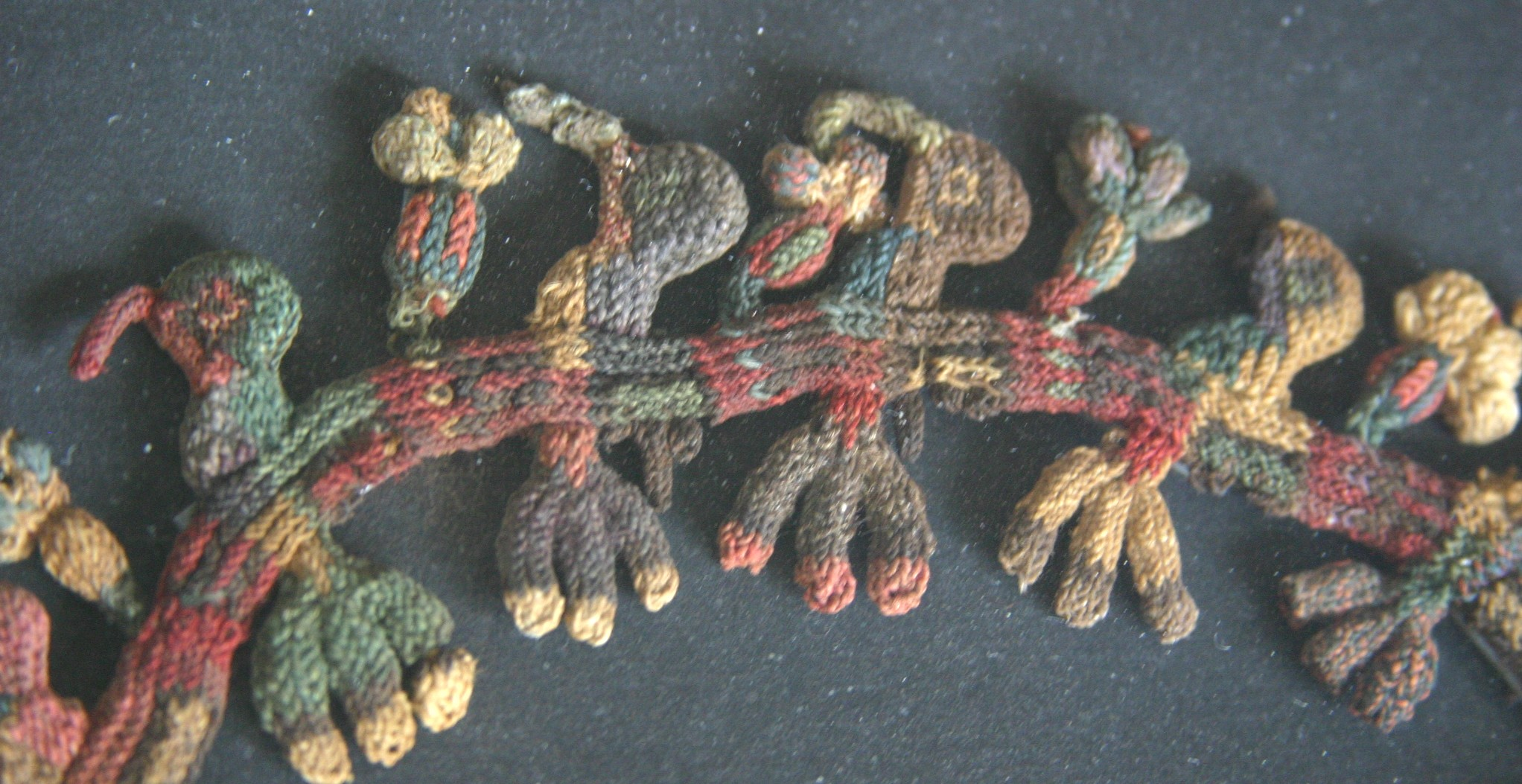
Bordure de colibris (détail), proto-Nazca, Lombards Museum.
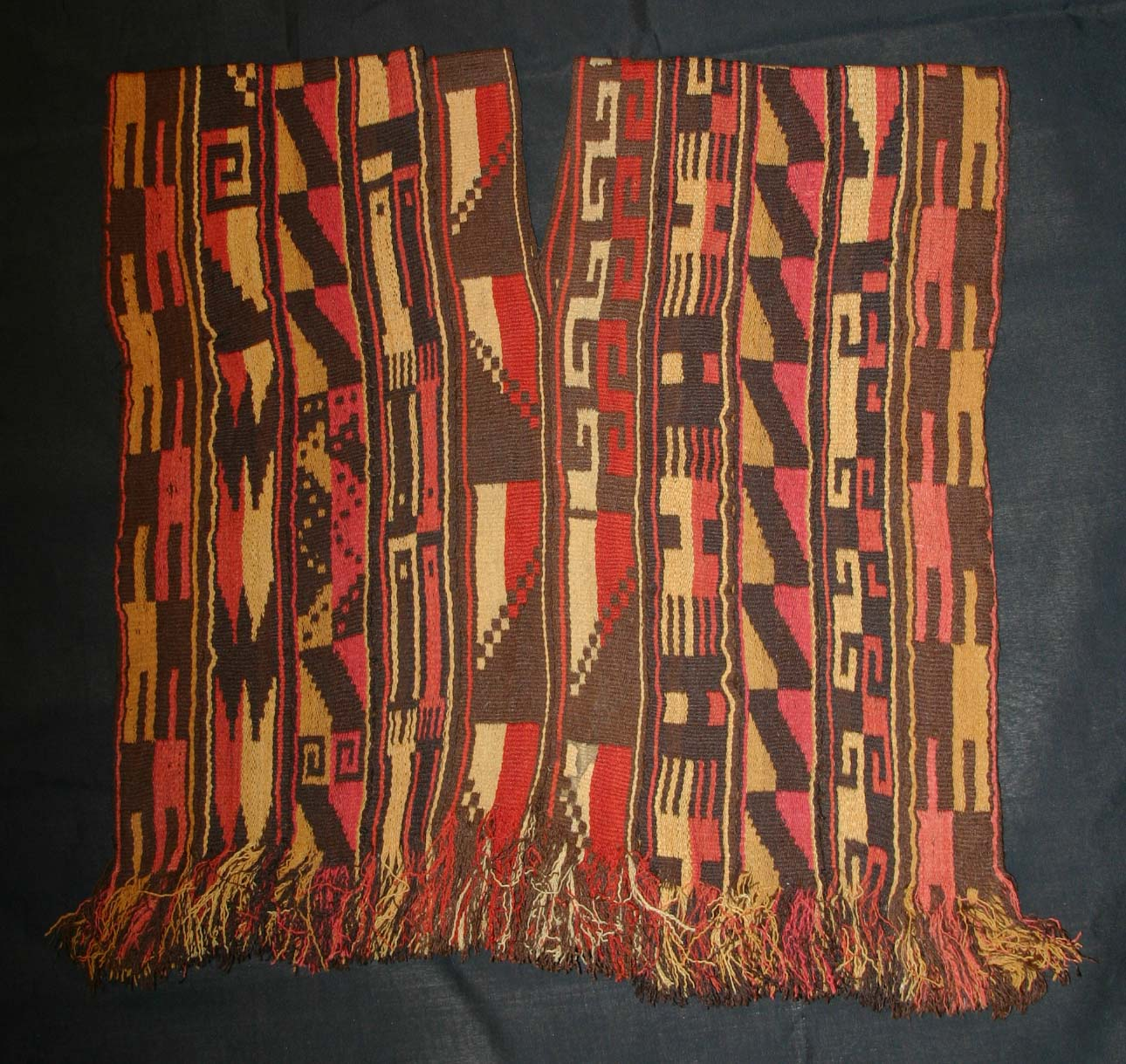
Unku, Lombards Museum.
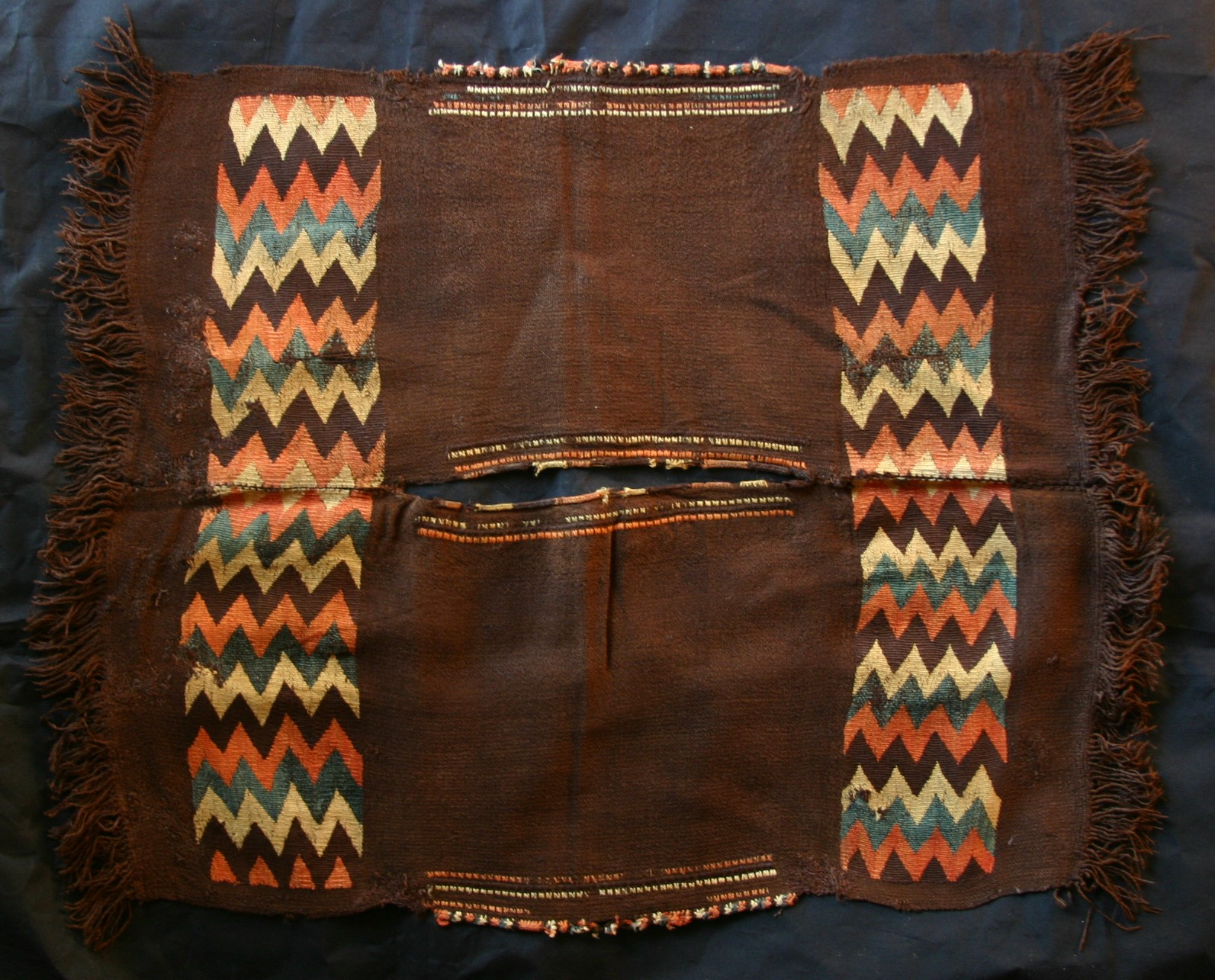
Petit unku, Lombards Museum.
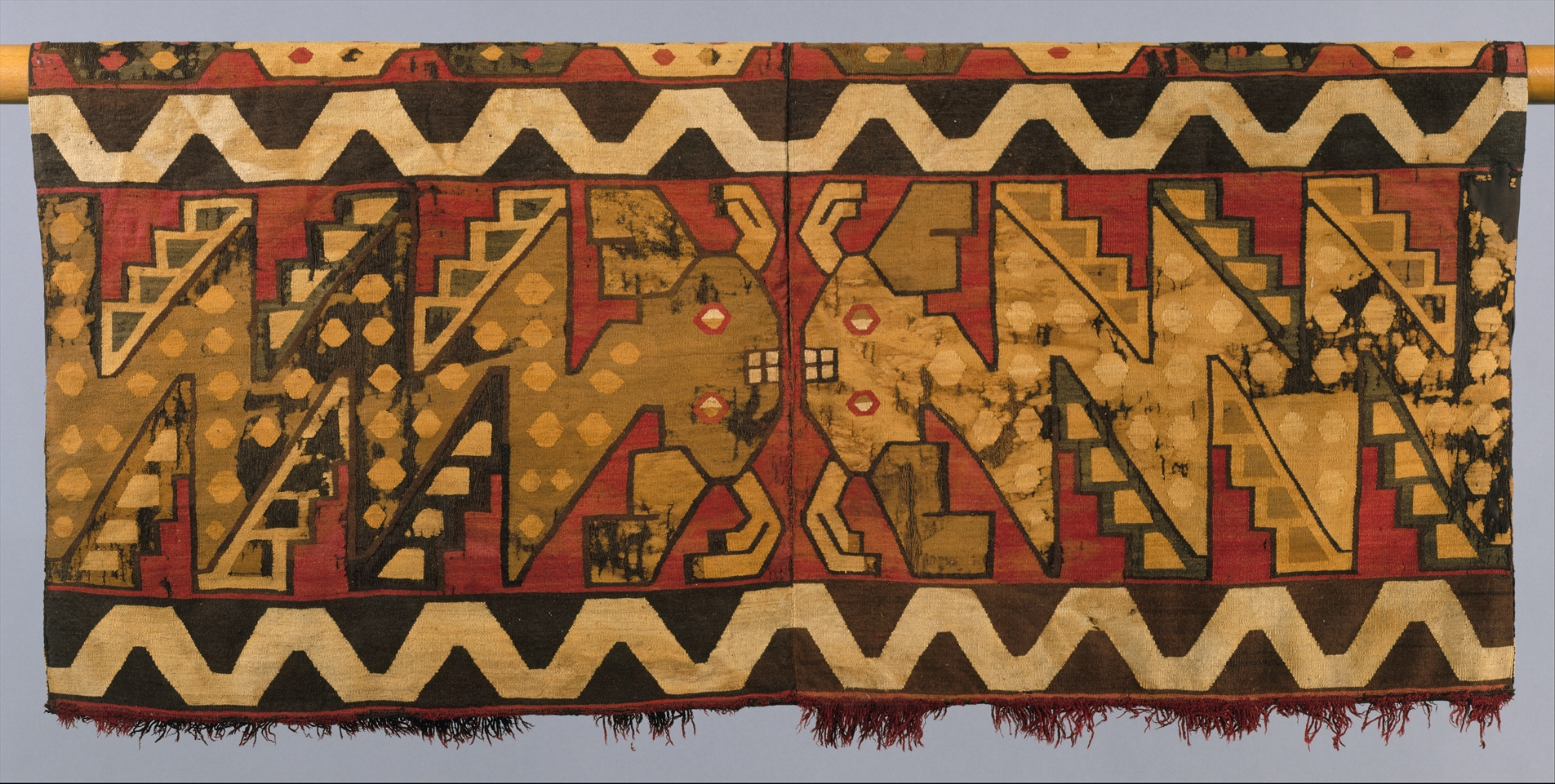
Tunique à motifs de serpents, Metropolitan Museum of Art.

## Agriculture, chasse et pêche
Les Nazcas utilisaient des filets pour la pêche et pratiquaient la chasse aux phoques.
Les cultures vivrières des Nazcas étaient constituées de haricots, de pommes de terre, de melons, de manioc, d'avocats, d'arachides et de poivre. De plus, les Nazcas cultivaient le coton pour leurs textiles.
Il est possible que les Nazcas aient vécu selon un système de « jardinage et cueillette », ce qui implique une semi-sédentarité ainsi qu’un mélange entre agriculture, élevage, chasse et cueillette sauvage. Selon cette hypothèse, les Nazcas habitaient des villages près desquels ils cultivaient des plantes diverses (maïs, haricots, courges, arachides, manioc ou encore coton) et faisaient l’élevage notamment de lamas et de cochons d’Inde. En plus de ces pratiques sédentaires, certains Nazcas partaient de façon saisonnière dans des régions plus éloignées afin d’y chasser des guanacos et des cervidés ainsi que pour cueillir des plantes sauvages qui, selon certaines études, compteraient pour la moitié de leur alimentation.

## Chronologie des recherches sur la civilisation nazca
- 1901 : L'archéologue Max Uhle découvre la civilisation nazca.
- 1932 : Début des travaux de Maria Reiche.
- 1939 : L'ingénieur en hydraulique Max Kosok remarque le tracé particulier des lignes formant les géoglyphes.
- 1976 : Dieter Eisleb établit une chronologie de la civilisation nazca.
- 1982 : Début des fouilles de Giuseppe Orefici sur le site de Cahuachi.
- 1983 : Parution de Nazca, la clé du mystère, de Henri Stierlin.

## Images

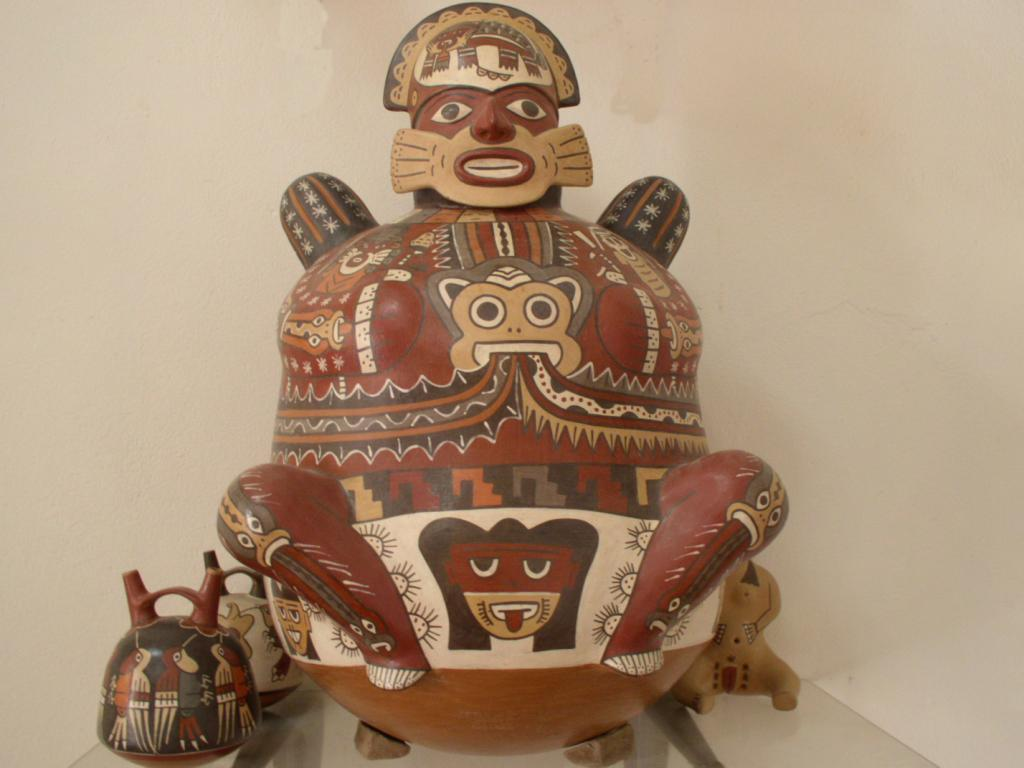
Poterie
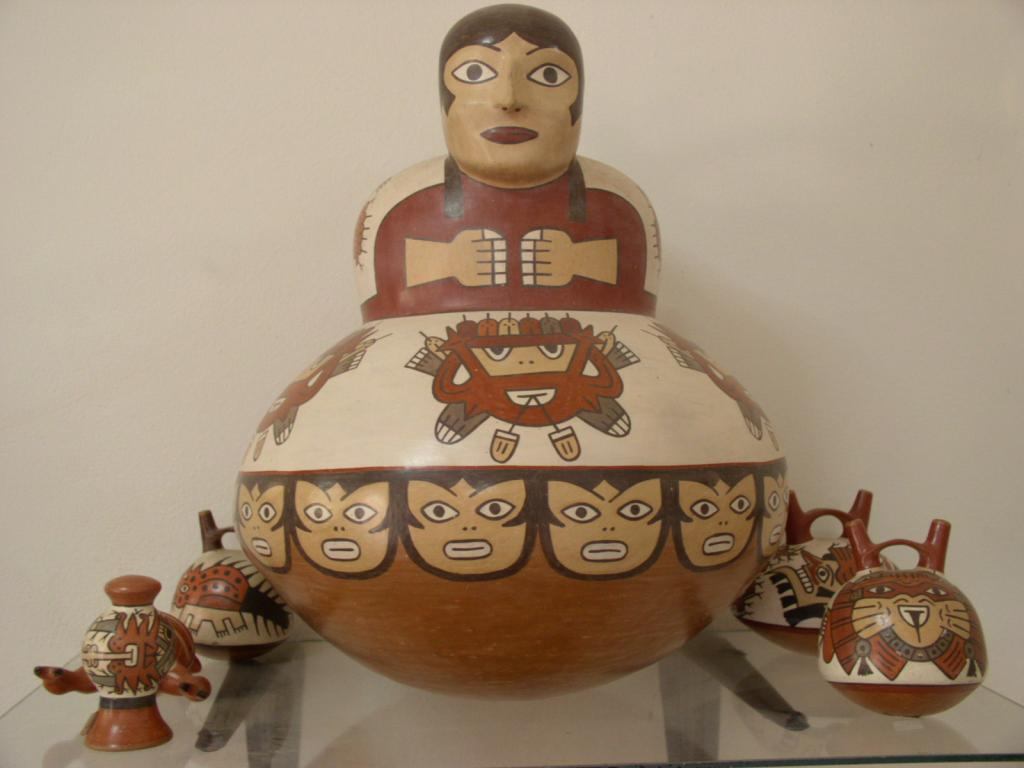
Poterie
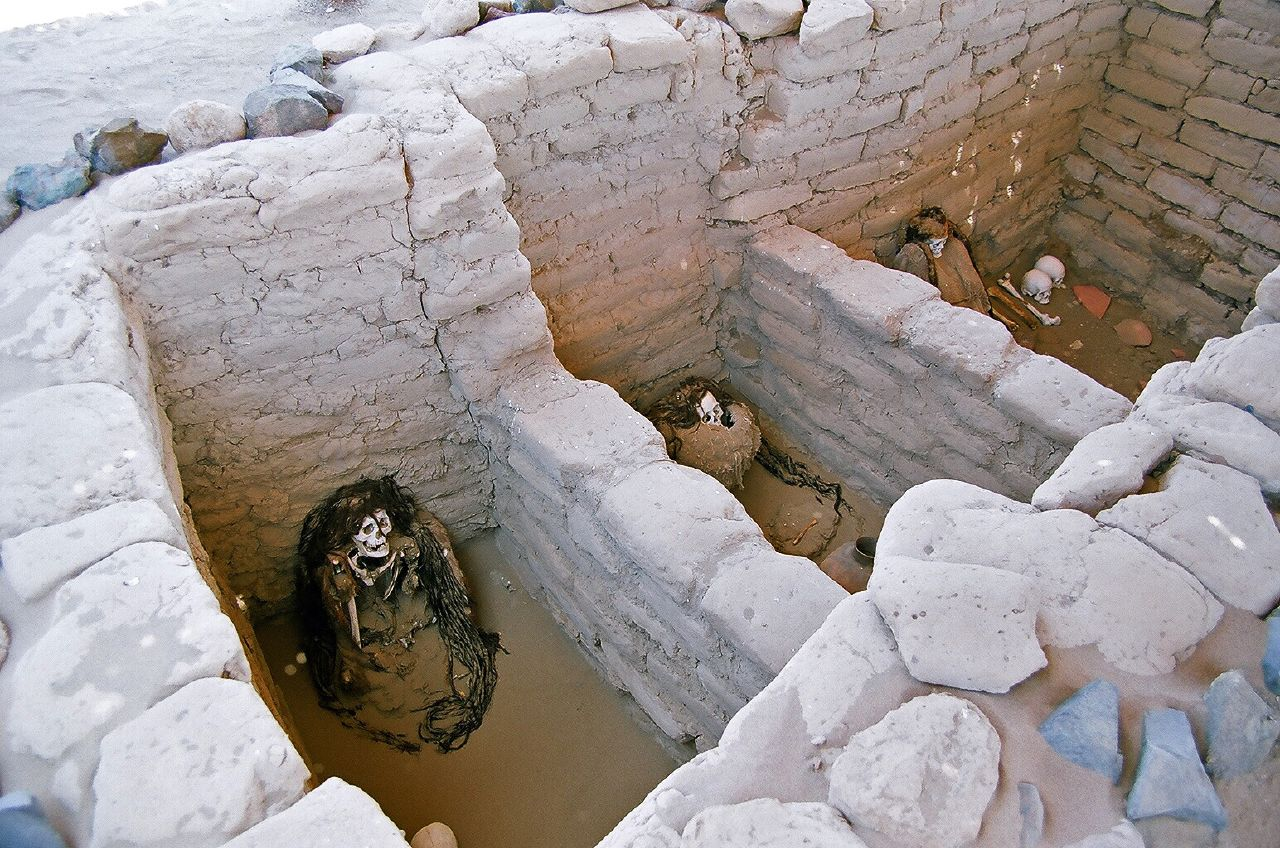
Tombeau avec momies
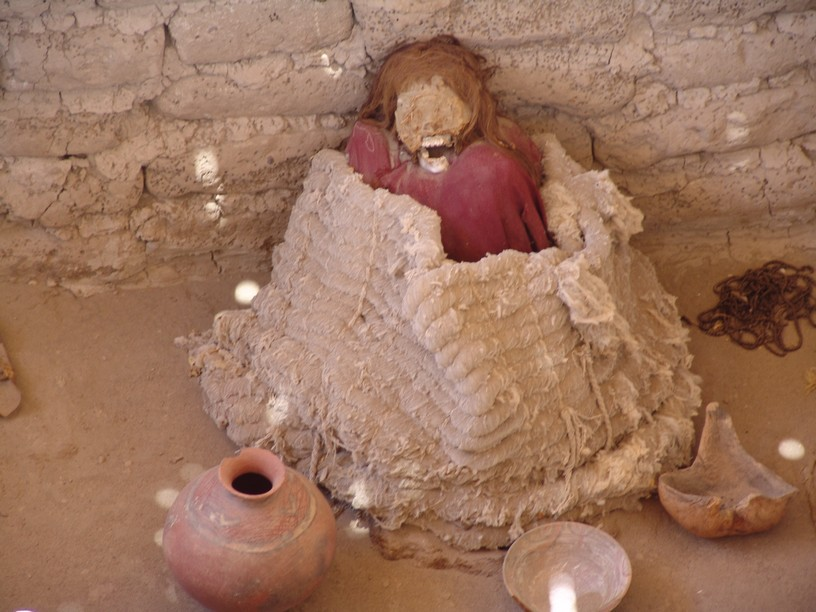
Tombeau avec momies
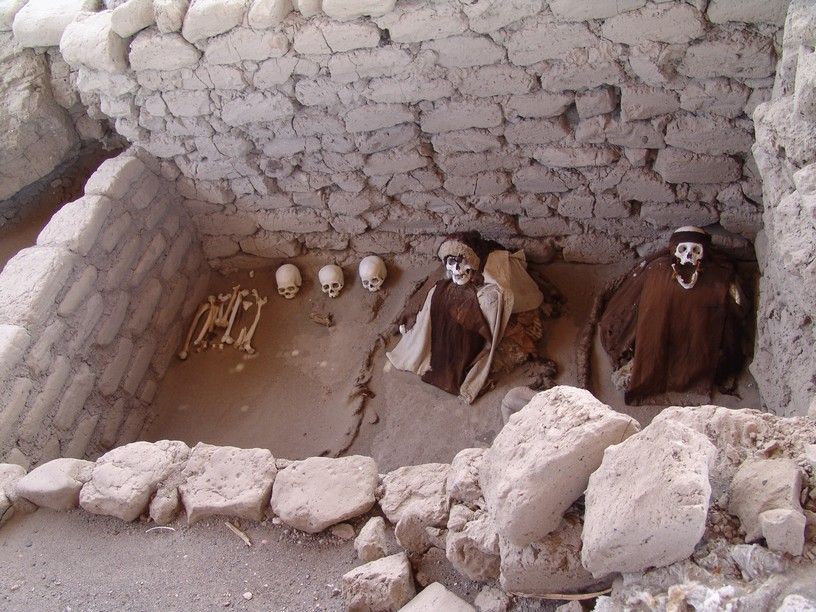
Tombeau avec momies
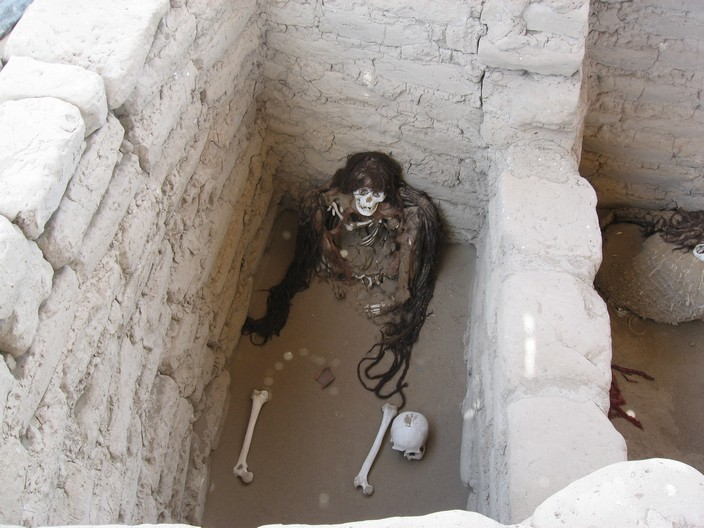
Tombeau avec momies